# Динамотор
Динамотор — електромеханічний агрегат, який конструктивно поєднує в собі електричний двигун і генератор. Як правило, дана електрична машина має один якір з декількома роздільними обмотками, які підключені до двох колекторів. Статор також може мати декілька обмоток, зазвичай силові й пускові, різної конструкції. Основне призначення динамоторів — зміна параметрів електричної енергії.
Найпоширеніші різновиди застосовуються для:
- перетворення постійної напруги в змінну
- перетворення частоти змінної напруги

## Динамотори в залізничній техніці

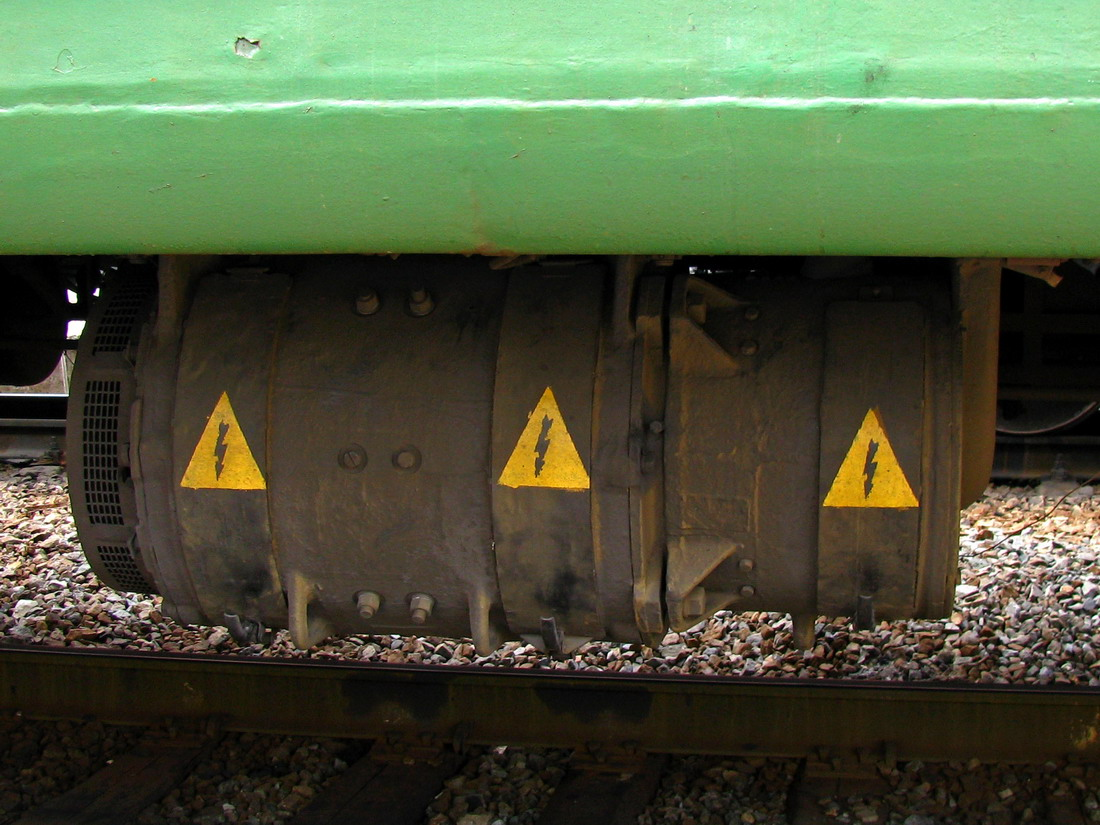
Динамотор пасажирського залізничного вагона

На рухомому складі залізничного транспорту широко використовуються динамотори для отримання, з постійної лінійної напруги 3000 Вольт змінної напруги 220 В для живлення стандартної побутової техніки в вагонах.